# Viorel Butaru
Viorel Butaru (n. 22 februarie 1953, Târnova, România,)  a fost portar român care a apărat în primele trei divizii din România, cea mai mare parte a carierei petrecând-o la Vagonul Arad.

## Cariera de fotbalist
Dudu a început să joace fotbal la UTA Arad, de la vârsta de 10 ani. La împlinirea vârstei de 18 ani, a fost nevoit să se mute la Râmnicu Vâlcea pentru a face armata. În acest timp a fost și portar la Chimia Râmnicu Vâlcea. După armată, s-a întors la Arad, unde a jucat pentru UTA. Acolo a prins un singur meci, cel împotriva Universității Craiova, meci câștigat cu 2-1. Din 1976, și-a dedicat toată cariera echipei Vagonul Arad. A fost mereu lăudat de ceilalți jucători pentru agilitatea sa, datorită căreia a fost euroul meciul de multe ori. În 1989 se retrage, echipa terminând pe locul 1 în Liga a III-a și devine antrenor al echipei.

## Cariera de antrenor
Dudu a antrenat Vagonul până în 1992, menținând echipa în Liga a II-a.  În 2003, Dan Cuedan a început să antreneze UTA și l-a luat pe Butaru ca antrenor de portari. El s-a mutat la fiecare echipă a mers și Cuedan, antrenând tot pe postura de antrenor de portari până în 2006, când a antrenat Șoimii Lipova. El s-a retras în 2008. De-a lungul anilor în care a fost antrenor de portari, a format mulți fotbaliști care au ajuns să joace în prima ligă. A fost respectat pentru acest lucru de toată lumea.

## Palmares
Chimia Râmnicu Vâlcea
- Cupa României: 1972-73